# Jaderná elektrárna Tetov
Jaderná elektrárna Tetov byla plánovaná čtvrtá jaderná elektrárna v polovině 80. let v Československu na území později vzniklé České republiky. Měla obsahovat dva (později čtyři) bloky s tlakovodní reaktory typu VVER o výkonu 1000 MW. Elektrárna na územní mapě zůstala až do roku 2006, kdy bylo jasné, že v blízké době stát nebude.

## Historie a technické informace

### Počátky
Tetovská jaderná elektrárna byla jedna z původně plánovaných osmi jaderných elektráren, které byly plánovány v celém Československu. První zmínky o možné výstavbě jaderné elektrárny zazněly na začátku 80. let jako reakce na rychle se rozvíjející města Hradec Králové a Pardubice.
Výstavba měla začít po dokončení Temelína v roce 1998 a první ze dvou reaktorů měl být uveden do provozu v roce 2004, čtvrtý v roce 2008. Celkově byla lokalita určena až pro 4 bloky VVER-1000 verze V320 s podobnými úpravami, jako má JE Temelín, která má od sovětské „Vé třistadvacítky“ rozdílnou turbínovou halu a spolehlivější řídící systém navržený československými inženýry. Pro místo byly vybrány tři lokality, jedna z nich bezprostředně u Tetova, druhá mezi městy H. Králové a Pardubice (ta by měla za následek zánik obcí Újezd u Sezemic, Bohumileč a Zástava), a třetí nepotvrzená. Jako nejvíce vhodná se jevila varianta první. Náklady na jadernou elektrárnu byly odhadnuty na 60 miliard Kčs.

### Po roce 1989
Po sametové revoluci byla lokalita zpochybněna, protože se nachází mezi dvěma velkými městy, jakékoliv seismické hrozby však byly ihned vyloučeny na základě předešlého měření v okruhu 200 km. V roce 2003 byla elektrárna stále uvedena v územní energetické koncepci z listopadu 2003, ale po roce 2006 byly odstraněny.
Ve 20. letech 21. století je lokalita rezervována jako jedna z možných budoucích míst pro jadernou elektrárnu. Další možností jsou Blahutovice.

## Informace o reaktorech
| Reaktor | Typ reaktoru  | Výkon  | Výkon   | Zahájení stavby | Připojení k síti                 | Uvedení do provozu               | Uzavření |
| Reaktor | Typ reaktoru  | Čistý  | Hrubý   | Zahájení stavby | Připojení k síti                 | Uvedení do provozu               | Uzavření |
| ------- | ------------- | ------ | ------- | --------------- | -------------------------------- | -------------------------------- | -------- |
| Tetov-1 | VVER-1000/320 | 950 MW | 1000 MW | 1998            | Plánování zastaveno po roce 1989 | Plánování zastaveno po roce 1989 |          |
| Tetov-2 | VVER-1000/320 | 950 MW | 1000 MW | 1999            | Plánování zastaveno po roce 1989 | Plánování zastaveno po roce 1989 |          |
| Tetov-3 | VVER-1000/320 | 950 MW | 1000 MW | 2001            | Plánování zastaveno po roce 1989 | Plánování zastaveno po roce 1989 |          |
| Tetov-4 | VVER-1000/320 | 950 MW | 1000 MW | 2002            | Plánování zastaveno po roce 1989 | Plánování zastaveno po roce 1989 |          |